# 埃里克·伦德奎斯特 (田径运动员)
埃里克·伦德奎斯特（瑞典語：Erik Lundqvist，1908年6月29日—1963年1月7日），瑞典男子田径运动员，主攻标枪。他曾代表瑞典参加1928年夏季奥林匹克运动会田径比赛，获得男子标枪金牌。